# 제 경공 (23대)
제 경공(齊頃公, ? ~ 기원전 582년, 재위 기원전 598년 ~ 기원전 582년)은 중국 춘추 시대 제나라의 제23대 후작이다. 이름은 무야(無野)다.

## 사적
경공 7년(기원전 592년), 진나라에서 극극(郤克)을 사자로 보냈고 노나라와 위나라에서도 사자를 보냈는데, 극극은 곱사등이고 노나라 사신은 절뚝발이고 위나라 사신은 애꾸눈이었다. 경공은 명령을 내려 사신과 같은 장애를 겪는 사람으로 사신을 대접하게 했고, 경공의 어머니는 이를 바라보고 웃었다. 극극은 격노하여 진후에게 제나라 정벌을 요청했으나 거부당했고, 제나라 사신이 오자 진나라는 이들을 잡아들여 죽였다.
경공 8년(기원전 591년), 제나라는 진나라의 공격에 져 태자 강을 볼모로 내놓고 진나라 군대를 돌려보냈다.
경공 10년(기원전 589년), 제나라는 노나라와 위나라를 쳐 노나라의 융 땅을 취했고, 위나라는 진나라에 구원을 요청했다. 이에 진나라는 노나라와 위나라를 구원하고 제나라를 치기 위해 군사를 일으켰다. 진나라 군대와 제나라 군대는 6월에 제나라 안(鞌) 땅에 진을 쳤고, 경공이 안의 진나라 군영을 공격하여 전투를 시작했다. 처음에는 제나라의 화살에 진나라 원수 극극이 중상을 입는 등 제나라가 우세했지만, 극극이 죽을 힘을 다해 반격하여 전세가 역전돼 경공은 사로잡힐 뻔한 위기를 차우 봉축보의 기지로 겨우 벗어났다. 제나라 군대는 패주하여 진나라 군대에 마릉까지 추격당했다. 경공은 보기를 주고 사죄했고, 극극은 받아들이지 않고 자신을 업신여긴 소동숙자를 볼모로 보내고 제나라 밭둑을 죄다 동쪽으로 향하게 할 것을 요구했으나 제나라 사자가 거절하자 극극은 이를 받아들였다. 제나라는 진나라의 명령으로 빼앗은 노나라와 위나라 땅을 돌려주었다.
패배하고 돌아온 뒤로, 경공은 부세를 경감하고 고아를 구제하고 병자를 위로하고 창고에 쌓아둔 것을 헐어 민간을 구제하니 민중들이 기뻐했다. 또 제후들을 우대했다. 이렇게 하여, 경공이 죽을 때까지 백성들은 경공에게 귀부했고, 제후들은 제나라를 침범하지 않았다.

## 가정
- 제 혜공 (아버지)
- 소동숙자 (어머니)
  - 제 경공
    - 제 영공 (아들)